# Таймлес (серія романів)
«Таймлес» або «Трилогія дорогоцінного каменя» (оригінальна назва — нім. Edelstein Trilogie) — літературний цикл з трьох фантастичних романів, написаний німецькою письменницею Керстін Гір у 2007—2011 роках. Альтернативна назва: «Любов за всі часи».
У своїй трилогії Керстін Гір розповідає про подорож у часі, кохання та вірність, зраду і підступність, брехню і спокуту. Головна героїня циклу, Гвендолін Шеферд — звичайний шістнадцятирічний підліток, несподівано для себе дізнається, що їй дістався ген мандрівника в часі. Так починаються її пригоди, по ходу яких дівчині доведеться розгадати таємницю дванадцяти, знайти нових друзів і пізнати муки першого кохання.
У 2013 році перша книга трилогії була екранізована в Німеччині. У 2014 був знятий фільм по книзі. У 2016 році була екранізована третя, остання книга «Таймлес»

## Книжки
1. «Таймлесс. Рубінова книга» (нім. Rubinrot, «Червоний рубін», 2009)
2. «Таймлесс. Сапфірова книга» (нім. Saphirblau, «Синій сапфір», 2010)
3. «Таймлесс. Смарагдова книга» (нім. Smaragdgrün, «Зелений смарагд», 2011)

## Екранізації
1. Таймлесс: Рубінова книга (Німеччина, 2013 рік)
2. Таймлесс 2: Сапфірова книга (Німеччина, 2014 рік)
3. Таймлесс 3: Смарагдова книга (Німеччина, 2016 рік)